# باولو مارشي
باولو مارشي (بالإيطالية: Paolo Marchi)‏ (4 مايو 1991 بميلانو في إيطاليا - ) هو لاعب كرة قدم إيطالي في مركز الدفاع. لعب مع نادي فاريسي ونادي كاربي ونادي كاسالي ونادي كومو وبوردينوني كالتشيو.

## وصلات خارجية
- باولو مارشي على موقع قاعدة بيانات كرة القدم.إي يو (الإنجليزية)
- باولو مارشي على موقع Soccerway.com (الإنجليزية)